# クエ
クエ（垢穢、学名：Epinephelus bruneus 英: Longtooth grouper）は、スズキ目ハタ科に属する海水魚。成長に時間がかかるため、高級な食用魚として、漁業や養殖の対象とされる。
九州では地方名でアラと呼ばれる。なお、アラ属のアラ Niphon spinosus とは別種である。他の地方名としてモロコ（日本各地）、マス（愛知県）、クエマス（三重県）、アオナ（四国）などもある。一般的に漢字表記は「垢穢」だが、当て字で「九絵」（クエ）と書かれることもある。

## 形態

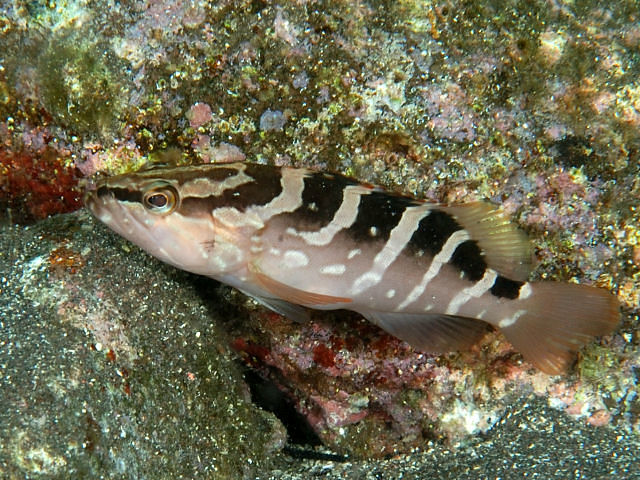
幼魚

成魚は最大で体長120cm、重さ50kgを超える。和歌山県西牟婁郡すさみ町沖で全長146cm・体重40kgに達する大型個体が釣れたとのスポーツ新聞の報道もある。
大物が釣れると新聞の地方版・スポーツ新聞の釣り面を賑わせることもある。日本産ハタ類としてはタマカイに次ぎ、マハタやコクハンアラ、カスリハタ、オオスジハタなどと並ぶ大型種である。釣り人の憧れの的ともなっており、「釣り名人」や「解体名人」を称する人物も各地に存在する。
体色は淡い緑褐色で体には6本の黒っぽい横縞模様があり、頭部の横縞は口に向かって斜めに走る。幼魚は体色が黒く白っぽい明瞭な縞模様がよく目立ち、成長するにつれて模様が不鮮明になり、大型個体ではほとんどの模様が消失する。大型個体は、マハタやマハタモドキとも似る。なお、尾びれ先端が白くないことや、体がやや細長いことなどで区別できる。

## 生態
西日本から東シナ海、南シナ海の沿岸域に分布する。
外洋に面した水深50mくらいまでの岩礁や、サンゴ礁に生息する。群れを作らず単独で生活し、昼は岩陰や洞窟の中に潜む。夜に泳ぎ回って獲物を探し、海底からあまり離れずにゆっくりと泳ぎ回る。また、ねぐらからもあまり離れず、遠出をすることは少ない。肉食性で、岩礁域にすむ魚類やイカ、伊勢海老などを大きな口で丸飲みにする。餌には魚、イカ類が用いられる。
産卵期は5 - 7月。秋には2 - 3cmほどの幼魚が内湾・入江のアマモ場や潮だまり（タイドプール）で見られ、成長するにつれて沿岸の岩礁から深場に移動する。雌性先熟の性転換を行うので雌はやや小型の個体が多く、大型個体はほとんど雄である。

## 利用

### 養殖
漁業では、釣り漁や定置網漁で漁獲される。ただし、海底の岩陰に潜み、積極的にエサを求めて活動をしない習性もあり、天然物は漁獲量が非常に少ないため、各地で養殖による漁獲の拡大が試みられている。長岡技術科学大学（新潟県）が微生物を使う水質浄化システムによる陸上養殖実験に成功しており、近畿大学が和歌山県にて養殖および生態の研究を行っている。また、海洋深層水を利用した閉鎖循環式陸上養殖施設での養殖が東海農政局によって三重県尾鷲市などで企図されている。そのほか、長崎県・佐賀県などでは沿岸の生け簀を利用した養殖が行われている。
静岡県温水利用研究センターでは過去に浜岡原子力発電所からの温排水を利用しての完全養殖を成功させており、地元御前崎市の特産品として売り出していた。和歌山県では白浜町などの観光地でクエ料理をアピールして集客を図っている。
同属でより大型のタマカイとかけ合わせた雑種として「クエタマ」が2011年に近畿大学水産研究所白浜実験場で作出されており、クエより成長が速くクエと同等の食味を持つ代用魚としての普及を目指し、養殖されている。2023年にはクエタマが脱走したためか鹿児島湾に相次いで目撃されたと報じられ、タマクエを開発したイヨスイは「繁殖能力は基本的にないはずだが、完全には否定できない」と回答している。

### 食材

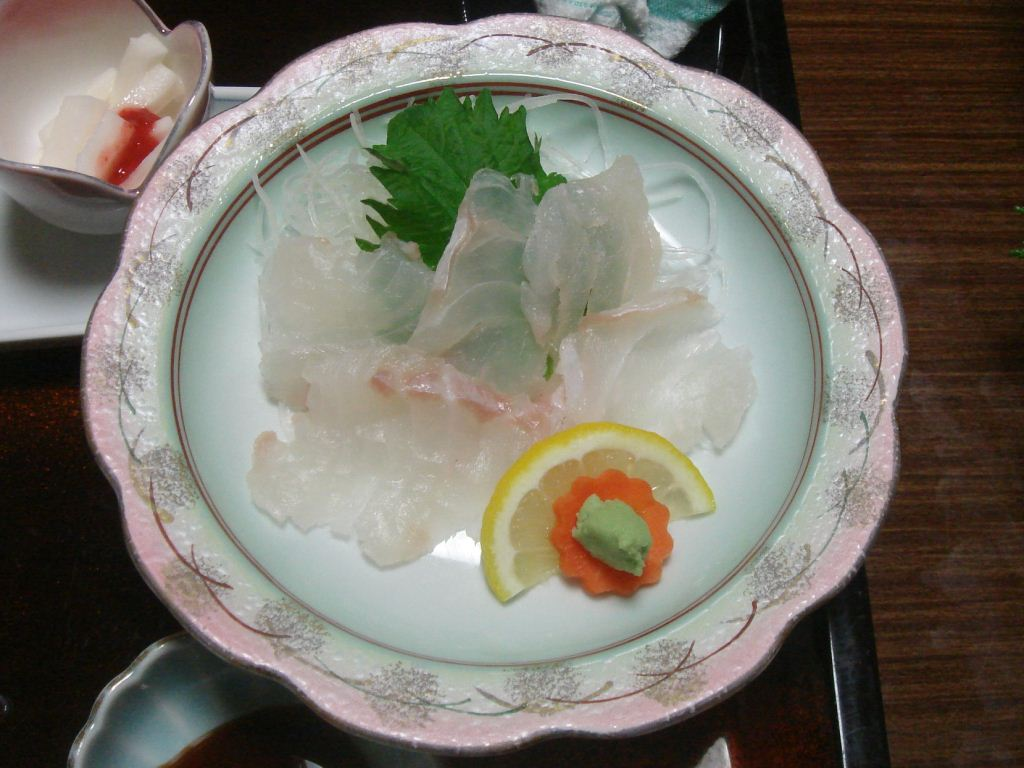
クエの刺身

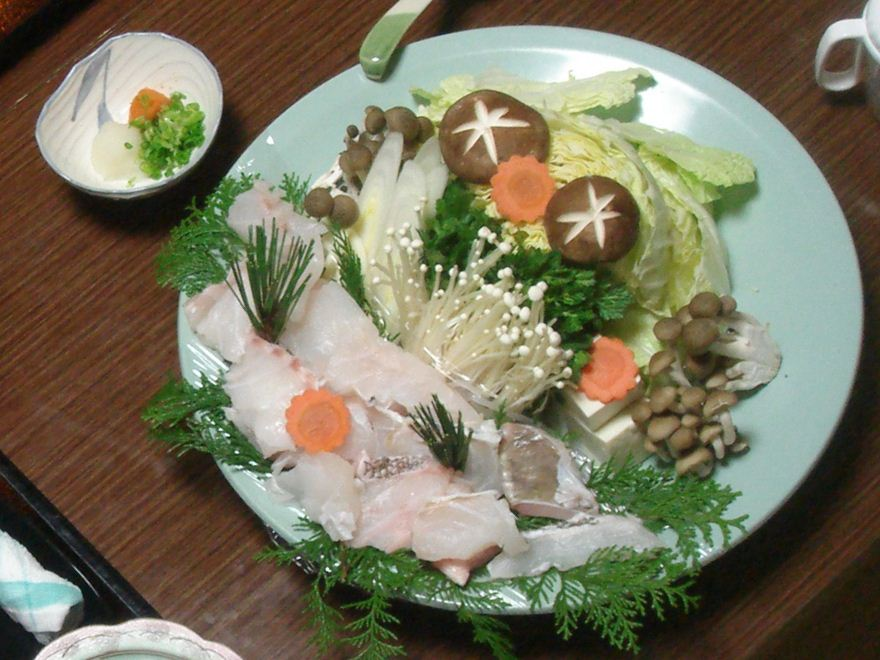
クエ鍋

旨味成分が多く白身魚にしては脂の乗りが豊富なことから、食材としては一般的に超高級魚として認知されている。
ほぼ1年を通して漁獲され、特に大型の個体になると年中、味の差はない。年中取り扱う料理店や鮮魚店などの評価では、産卵した後に食欲旺盛になる夏場から秋の味の評価が高い。ただし、よく鍋料理の具材として使われるため、「旬は冬」と言われることも多い。
刺身・鍋料理などで賞味される非常に高価な魚で、「クエ食ったら他の魚食えん」とまで言われることもある。皮を引くと厚い皮下脂肪があるが味は淡白で、「大きくて見かけが悪いのに美味な魚」の例としてよく挙げられる。ゼラチン質の多い目玉や唇の肉も美味とされる。相撲界では、ちゃんこ鍋の具材として馴染み深い。
ユネスコ無形文化遺産にも登録されている佐賀県唐津市の「唐津くんち」では家を守る女性が来客に振る舞う「くんち料理」にクエ（佐賀県では「アラ」と呼ぶ）の姿煮がある。第二次世界大戦後、商人たちが見栄をはるために玄界灘で獲れる大きく見栄えの良いアラを煮付けたことが始まりとされている。
かつては和歌山県で「クエ料理」、檀一雄の『火宅の人』にも登場する日本料理店「銀鍋」があり、切り身をちり鍋に入れて食べていた長崎県や、福岡県博多の「アラ料理」などとして一部地域でのみ消費される高級魚だった。近年は養殖個体が流通するようになったため、高価ながら全国的に寿司のネタとしても使われるようになっている。その価格は天然物で1kgあたり（最大）1万円以上、より安定して流通する養殖物でも1kgあたり3,000円前後で、「本マグロ（クロマグロ）以上の高級魚」とされ、アブラボウズなどによる偽装事件も起きている。
極めて高価な食材のため、加工食品の材料になることは少ないが、和歌山県御坊市では他の白身魚にクエを加えたすり身を用いてクエを形どった、クエ蒲鉾が製造されている。
海外では香港でも泥斑（広東語 ナイパーン）と呼ばれ、蒸し物などの材料とされる。